# Ingwë
Ingwë este regele primului neam de elfi numiți Vanyari. Numele lui înseamnă în limba Quenia primul conducător.